# Цикото, Андрей Феликсович
Андре́й Фе́ликсович Цико́то (бел. Андрэй Цікота, 5 декабря 1891, имения Тупольщизна Свенцисского повета — 11 февраля 1952, близ города Тайшет) — архимандрит, католический священник, экзарх апостольского экзархата Харбина. Трудился в Русском апостолате, член монашеского ордена мариан.

## Биография
Родился в крестьянской семье на хуторе Плавушка неподалёку от фольварка Тупальщина Дубровской волости Свенцянского уезда Виленской губернии в крестьянской семье Феликса и Розалии Цикото. 15 декабря 1891 года был крещен по латинскому обряду в римско-католическом храме местечки Жодишки.
Начальное и среднее образование получил в Ошмянах.

### Образование
Окончил католическую Виленскую духовную семинарию (1913), католическую католическую Императорскую Петербургскую духовную академию (1917 со степенью кандидата богословия).

### Начало религиозной деятельности
С 1914 года — священник. В 1917—1918 — настоятель прихода в Молодечно, где основал приходскую общеобразовательную школу. С 1918 года — профессор фундаментальной и догматической теологии в Минской духовной семинарии. Участвовал в белорусском национальном движении. В 1920 году вступил в орден мариан, проходил новициат при Мариампольской обители в Литве, затем работал в Америке, окормляя представителей литовской общины.

### Служение в Друе
В 1923 году организовал первый в истории белорусский католический монастырь в Друе (в Западной Белоруссии). Также ему были поручены организация и попечительство над женским монастырём Сестёр Служительниц Иисуса в Евхаристии, который в то же время начинал своё существование в Друе. Подвергался резкой критике со стороны части польской общины из-за белорусского характера монастыря мариан в Друе — несмотря на то, что лояльно относился к Речи Посполитой и её законам.
За годы пребывания в Друе основал несколько начальных школ, а затем и гимназию имени Стефана Батория, а также женское профессиональное училище кройки и шитья. Многонациональный и многоконфессиональный характер учебных заведений (в которые принимали не только христиан, но и евреев) вызывал сильное раздражение антисемитов. При монастыре был открыт городской театр, издавалась религиозная межконфессиональная газета. Деятельность о. Андрея способствовала и хозяйственному развитию Друи — город был электрифицирован и в нём, по его инициативе, была открыта касса взаимопомощи.

### Генерал мариан и администратор в Харбине
В 1933 году был избран генеральным настоятелем (генералом) ордена отцов мариан, продолжал опекать религиозные и образовательные учреждения Друи до 1938 года, когда белорусские монахи были высланы из города по решению польского правительства. В 1939 году был назначен Апостольским администратором для католиков восточного обряда в Маньчжурии вместо о. Фабиана Абрантовича, который был арестован советскими властями во время пребывания в Польше в том же году.

### Арест, лагерь, смерть
22 декабря 1948 года был арестован китайской коммунистической милицией и 25 декабря вместе с четырьмя другими священниками был передан советским органам. С 27 декабря находился в предварительном заключении в Чите, по сохранившимся свидетельствам, вёл себя на следствии мужественно, подвергался пыткам. Пример о. Андрея побудил одного из священников отказаться от отречения от Бога и церкви, к которому его вынудил следователь.
В 1949 году приговорён к 25 годам заключения в лагере по обвинению в организации террористической группировки на базе лицея Святого Николая в Харбине, агитации против Советского Союза и шпионаже в пользу Ватикана. Отбывал наказание в сибирских лагерях, был тяжело болен, перед смертью, по воспоминаниям других заключённых, лишён медицинской помощи. Экзарх Андрей Цикото скончался 11 февраля 1953 года в лазарете Озерлага возле Тайшета. Похоронен на госпитальных лагерных кладбищах в окрестностях Братска Иркутской области. Могила была обозначена простым колышком и сегодня её найти практически невозможно. Официальная причина смерти — остановка сердечной деятельности при общей интоксикации организма, вызванной туберкулезном менингитом.
Уголовное дело на архимандрита Андрея Цикото находится в Управлении ФСБ России по Омской области.

## Беатификация
По инициативе Католической Церкви в России 31 мая 2003 года в Риме официально был начат процесс беатификации Слуги Божия архимандрита Андрея Цикото. Вице-пастулятором процесса Слуги Божьего Андрея Цикоты является белорусский священник-марианин о. Вячеслав Пялинок, в задачу которого входит сбор разнообразных документов и поиск свидетелей.
На родине священника на кладбище в Жодишках, рядом с могилой старшего брата Феликса Цикоты — деятеля белорусского движения, на Деды 2003 года гродненскими греко-католиками был установлен символический памятный крест архимандриту Андрею Цикоту. Его изготовил кузнец-художник Юрий Мацко, а скульптор Владимир Пантелеев исполнил на камне барельефную вывеску. Освящение памятника совершил Апостольский визитатор БГКЦ архимандрит Сергей Гаек, марианин.
22 мая 2012 года на бывших лагерных кладбище около поселка Новочунка, на 116-м километре от Тайшета, где похоронен Цикото, был поставлен памятный крест и отслужена заупокойная месса.